# 呂姆利根

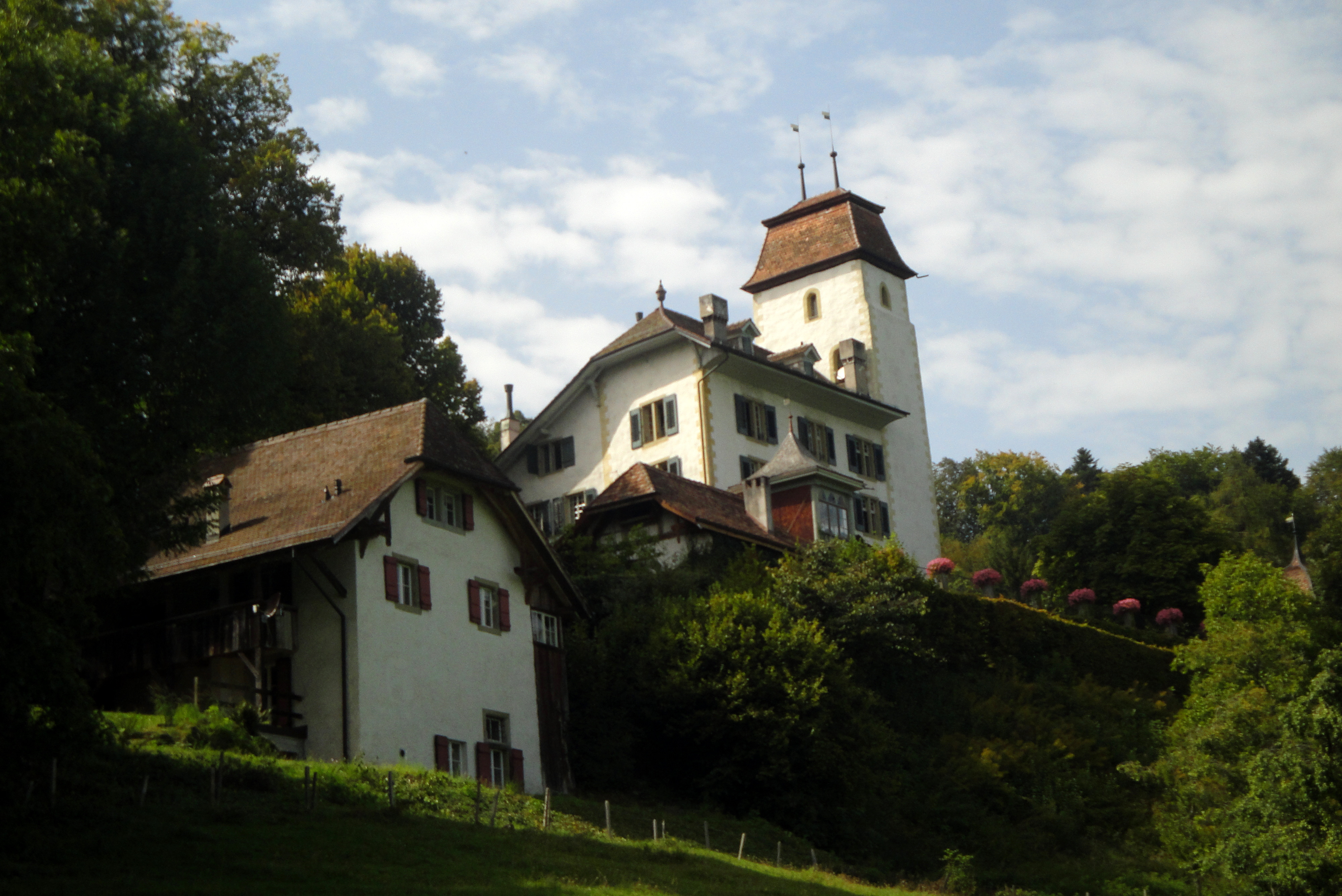

呂姆利根是瑞士的城鎮，位於該國中西部，由伯恩州負責管轄，面積4.65平方公里，七成半土地是農業用地，海拔高度606米，2011年人口446，人口密度每平方公里96人。